# Temse
Temse (franceză Tamise) este o comună neerlandofonă situată în provincia Flandra de Est, regiunea Flandra din Belgia. Comuna Temse este formată din localitățile Temse, Elversele, Steendorp și Tielrode. Suprafața sa totală este de 39,92 km². La 1 ianuarie 2008 comuna avea o populație totală de 27.285 locuitori. 
Comuna Temse se învecinează cu comunele Sint-Niklaas, Beveren, Waasmunster, Kruibeke, Hamme și Bornem.

## Localități înfrățite
- Belgia: Eupen.